# 마리오 에찬디 히메네스
마리오 에찬디 히메네스(스페인어: Mario Echandi Jiménez, 1915년 6월 17일 ~ 2011년 7월 30일)는 코스타리카의 정치인, 외교관이다. 1958년부터 1962년까지 대통령으로 재직했다.

## 외교관
에찬디의 원래 직업은 외교관이었다. 대통령이 되기 전, 그는 미국 대사로 일했으며, 호세 마리아 피게레스 페레르의 두 번째 임기(1953-1958)하에서 하원의원을 지냈다.

## 대통령
1958년 민족연합당의 일원으로 대선에 출마하였으며, 민족해방당의 프란시스코 오를리치(Francisco Orlich)와 무소속 호르헤 로시(Jorge Rossi)를 물리치고 대통령으로 당선되었다. 재임 중, 그는 레이 데 아기날도(Ley de Aguinaldo)라는 법을 통과시켰다. 이 법은, 노동자들에게 연봉을 주는 것이다. 첫 번째 국가 계획은, 운송시설의 확대와 고속도로 건설이었다.

## 민족의 화합
그는 또한 망명자들의 귀국을 허용하였다. 일례로 라파엘 앙헬 칼데론 과르디아가 있다.

## 퇴임 후
1970년 대선과 1982년 대선에 다시 도전했으나 각각 호세 마리아 피게레스 페레르, 루이스 알베르토 몽헤에게 패하였다.

## 죽음
말년에 그는 심장마비를 앓고 있었고, 그는 이를 극복하였으나, 2011년 진폐증으로 사망하였다.